# Zzyzzyxx (videojuego)
Zzyzzyxx es un videojuego arcade desarrollado por Advanced Microcomputer Systems y fabricado por Cinematronics en 1982. Fue retitulado como Brix para su lanzamiento como kit de conversión en 1983. La pantalla de título y la marquesina fueron los únicos cambios.

## Concepto
El objetivo del juego es guiar al héroe, llamado Zzyzzyxx, a través de un laberinto de ladrillos en movimiento para recoger regalos y llevarlos a la rubia Lola, el objeto de su afecto. Zzyzzyxx se opone a los malvados Rattifers, llamados Boris, Bluto y Smoot, que intentarán interceptarlo mientras avanza por el laberinto. Zzyzzyxx puede recoger un casco en el laberinto, que puede usarse para aprisionar un Rattifer dentro de un ladrillo, o para romper un ladrillo en la fila de arriba para moverse a través del laberinto. A medida que los niveles progresan, Zzyzzyxx debe evitar el desmoronamiento de los ladrillos, el aumento de los misiles y el lanzamiento de bombas. El juego tiene un puntaje de jugador 1up y vueltas anotadas en la parte superior de la pantalla.